# جامعه زراعی
یک جامعه زراعی، یا جامعه کشاورزی، جامعه‌ای است که اقتصاد آن مبتنی بر تولید و نگهداری محصولات و زمین‌های کشاورزی باشد. روش دیگر برای تعریف یک جامعه زراعی، دیدن میزان تولید کل یک کشور در بخش کشاورزی است. در یک جامعه کشاورزی، کشت زمین منبع اصلی ثروت است. چنین جامعه‌ای ممکن است سایر وسایل معیشت و عادات کاری را بپذیرد اما بر  کشاورزی و اهمیت کشاورزی تأکید دارد. جوامع زراعی از ۱۰ هزار سال پیش در مناطق مختلف جهان وجود داشته و امروزه نیز وجود دارند. آنها در بیشتر تاریخ ثبت شده بشر رایج‌ترین شکل سازمان اقتصادی - اجتماعی بوده‌اند.